# Saint-Florent-sur-Cher
Saint-Florent-sur-Cher é uma comuna francesa na região administrativa do Centro, no departamento Cher. Estende-se por uma área de 22,43 km². Em 2010 a comuna tinha 6 558 habitantes (densidade: 292,4 hab./km²).